# Meridià (escultura)
Meridià és una escultura que es va inaugurar el 7 de juliol de 1992 a la plaça de les Glòries Catalanes de Barcelona. Obra de François Scali i Alain Domingo (equip NEMO), va ser un regal de la ciutat francesa de Dunkerque a Barcelona, just abans de la celebració dels Jocs Olímpics de Barcelona, en commemoració dels 200 anys de la mesura del meridià que passa per Dunkerque, París, i Barcelona, per l'astrònom francès Pierre Méchain, per tal d'establir el metre com la deumilionèsima part del quart del meridià terrestre.
L'obra, de 40 metres de longitud, és una cresta acer corten que reprodueix a escala el perfil orogràfic dels terrenys que van de Dunkerque a Barcelona. Es va col·locar al mig de la plaça de les Glòries, alineada amb l'avinguda Meridiana, que rep aquest nom perquè segueix la mateixa orientació del meridià que passa per Barcelona. El 2014 es va traslladar a l'avinguda Meridiana a causa de les obres a la plaça de les Glòries, el 2018, per remodelació de l'avinguda, es van retirar, i va tornar al lloc original acabades les obres de la plaça a l'abril 2025.